# 91007 Ianfleming
91007 Ianfleming este un asteroid din centura principală, descoperit pe 30 ianuarie 1998, de Jana Tichá și Miloš Tichý.